# 중립 진화 이론
중립 진화 이론(中立進化理論) 또는 분자진화의 중립설(영어: neutral theory of molecular evolution) 또는 중립진화설(中立進化説) 또는 줄여서 중립설 (中立説)은 1968년 기무라 모토가 제시한 분자진화학의 진화 이론으로 중립적인 돌연변이의 유전자 부동에 의한 무작위 표집을 진화의 주된 원인으로 보는 이론이다. 자연선택을 진화의 주된 요인으로 보는 찰스 다윈의 견해에 정면으로 상충하기 때문에 많은 학자들 사이에서 논쟁이 있어왔다. 1986년 기무라는 중립 진화 이론이 자연선택을 배제하는 것이 아니라고 밝혔고 이후 현재 진화 이론은 자연선택과 함께 유전자 부동을 진화의 주된 요인으로 제시하였다.

## 개요
1962년 수에오카는 중립적 돌연변이가 광범위하게 존재하는 것을 발견하였다. 1968년 기무라 모토는 이를 바탕으로 중립 진화 이론을 발표하였다. 기무라의 이론은 분자생물학 학자들에게 널리 알려졌으며 1969년 젝 레스터 킹과 토머스 휴즈 주크스는 기무라의 이론을 바탕으로 《비 다윈 진화이론》을 발표하였다.
기무라는 한 생물 종의 게놈에서 나타나는 돌연변이의 대다수는 개체의 생존과 재생산에 이익을 가져다주지도 않고 그렇다고 불리한 것도 아닌 "중립적"인 것이라고 보았다. 즉 DNA 단위에서 대부분의 돌연변이는 개체의 적응도에 대해 중립적이다. 중립 진화 이론은 아미노산의 생성을 지시하는 코돈 가운데 일부가 더 이상 독립적인 의미를 갖지 못하는 퇴보를 보인다는 점에서 출발한다. 예를 들어 GCC와 GCA는 모두 알라닌의 생성을 지시한다. 여기에 더해 DNA 서열의 대다수 구간은 유전정보로 발현되지 않는 이른바 "침묵 구간"(비부호화 DNA)이다. 이것은 당시에도 생물학에서 상식적으로 알고 있던 내용이다. 기무라는 이러한 자명한 사실에서 출발하여 아무도 생각하지 못하였던 독창적인 이론을 제시하였다. 대부분의 비부호화 DNA가 중립적이라면 DNA의 돌연변이 역시 대부분 중립적이어야 한다.
중립 진화 이론은 생물 진화의 주요 원인이 중립적인 대립형질이 보이는 유전자 부동에 의한 것으로 본다. 유전자의 자연적인 돌연변이에 의해 발생된 특정한 유전형질은 세대를 거치면서 유전자 부동을 통해 자식 세대로 유전된다. 단세포 생물을 이용한 실험에서 이러한 대립형질의 발현빈도가 보이는 무작위 행보는 실시간으로 관찰될 수 있다. 반면, 유성 생식을 하는 다세포 생물의 경우 이러한 대립형질의 유전자 부동은 생식체를 통하여 자식 세대에 전달되므로 배아의 발생 과정에서 집단 내 대립형질의 유전자 부동이 관찰된다. 이러한 유전자 부동에 따라 세대를 거쳐 대립형질의 발현빈도가 계속하여 바뀌게 되고 어떠한 대립형질은 고착되게 된다. 이렇게 고착된 대립형질은 더 이상 발현빈도가 변하지 않음으로 세대를 거쳐 누적되고 이러한 과정의 반복이 결국 진화로 나타난다.

## 같이 보기
- 분자 진화
- 오타 도모코